# مجتمع الميم
مجتمع الميم أو مجتمع الإل جي بي تي، يشار به إلى المجتمع مثلي الجنس، هو تجمع للمثليات، المثليين، مزدوجي الميل الجنسي، والمتحولين جنسيًا (مجتمع الميم) والناس الداعمة للمثليين، والمنظمات، والثقافات الفرعية، التي توحدت بفعل ثقافة مشتركة والحركات الاجتماعية. هذه المجتمعات بشكل عام تحتفل بمسيرة الفخر، التنوع، التفرد، والنشاط الجنسي. النشطاء المثليون وعلماء الاجتماع يرون بناء مجتمع المثليين كما توازن مضاد لرهاب المثلية ورهاب مغيري الجنس وضغوط الامتثال التي توجد في المجتمعات.[بحاجة لمصدر] يستخدم مصطلح فخر المثليين للتعبير عن هوية المجتمع المثلي والقوة الجماعية؛ مسيرة فخر المثليين تقدم كلاهما مثال على استخدام ودليلا على المعنى العام للكلمة.مجتمع المثليين متنوع في الانتماء السياسي. ليس كل الأفراد المثليين يعتبرون أنفسهم جزءا من مجتمع المثليين.
المجموعات التي يمكن أن تعتبر جزءا من مجتمع المثليين تشمل قرية المثليين، منظمات حقوق المثليين، مجموعات الموظفين المثليين في الشركات، مجموعات الطلاب المثليين في المدارس والجامعات والمثليين المؤكدون في جماعات دينية.
مجتمعات المثليين قد تنظم أنفسها في، أو دعم، الحركات من أجل حقوق مدنية تعزز حقوق المثليين في أماكن مختلفة في جميع أنحاء العالم.

## المعاملة القانونية
يعتقد الكثير بمن فيهم مغايرو الجنس أن مجتمع الميم المُمثّل بمكوّن اجتماعي من المجتمع العالمي، مُمَّثل تمثيلًا ناقصًا في مجال الحقوق المدنية. أفضت العولمة إلى النضال الحالي لمجتمع المثليين إلى حد كبير. جمعت الحرب العالمية الثانية في الولايات المتحدة العديد من الرجال الريفيين المتحفظين من جميع أنحاء البلاد، وعرّضتهم لمواقف أكثر تقدمية في أجزاء من أوروبا. قرر العديد من هؤلاء الرجال -عند العودة إلى ديارهم بعد الحرب- أن يتّحدوا معًا في مدن، بدلاً من العودة إلى بلداتهم الصغيرة.
سرعان ما أصبحت المجتمعات الناشئة سياسيةً في بداية حركة حقوق المثليين، بما في ذلك الحوادث الضخمة في أماكن مثل ستونوول. يوجد في العديد من المدن الكبيرة اليوم، مراكز مجتمعية للمثليين والمثليات. لدى العديد من الجامعات والكليات في جميع أنحاء العالم مراكز دعم لطلاب مجتمع الميم.
يدافع كل من مجلس حقوق الإنسان، ولامبدا ليغال، ومؤسسة تمكين الأرواح، وغلاد عن أفراد مجتمع الميم في مجموعة واسعة من القضايا في الولايات المتحدة. هناك أيضًا رابطة دولية للمثليين والمثليات. تمّسك نشطاء مجتمع الميم في المملكة المتحدة -عندما تبنت المملكة المتحدة الإعلان العالمي لحقوق الإنسان (يو دي إتش أر)- بمفهومها الخاص بالحقوق المتساوية والأصيلة لجميع الناس، بغض النظر عن عرقهم أو نوعهم الاجتماعي أو توجههم الجنسي.
لا يذكر الإعلان حقوق المثليين على وجه التحديد، ولكنه يناقش المساواة والتحرر من التمييز. انضم كلارك بولاك إلى جمعية جانوس في فيلادلفيا بولاية بنسلفانيا في عام 1962، وأصبح رئيسًا بعد عام واحد فقط. أعلن في عام 1968 أن الجمعية ستغير اسمها إلى جمعية إصلاح قانون المثلية الجنسية. «المثليون مستعدون الآن للطيران في ظلّ ألوانهم» (ستيوارت، 1968).

### زواج المثليين
وُسّعت حقوق الشراكة أو الزواج في بعض أنحاء العالم لتشمل الأزواج المثليين. يستشهد المدافعون عن زواج المثليين بمجموعة من المزايا التي تحرم من الأشخاص الذين لا يستطيعون الزواج، بما في ذلك الهجرة والرعاية الصحية، والميراث، وحقوق الملكية، وغيرها من الالتزامات الأسرية واشكال الحماية، كأسباب موجبة للسماح للأشخاص من نفس الجنس بالزواج.
يجادل معارضو زواج المثليين في مجتمع المثليين بأن القتال لتحقيق هذه المنافع من خلال توسيع حقوق الزواج ليشمل زواج المثليين يخصص فوائد (مثل الرعاية الصحية)، التي يجب أن تكون متاحة للناس بغض النظر عن وضع علاقتهم. يجادلون أيضًا أن حركة زواج المثليين داخل مجتمع المثليين تميز ضد العائلات التي تتكون من ثلاثة أو أكثر من الشركاء الحميمين. يجب عدم الخلط بين معارضة حركة زواج المثليين من داخل مجتمع المثليين ومعارضتها من خارج هذا المجتمع.

## الصحة

### التمييز والصحة النفسية
استكشفت كوكرين وأخصائية علم النفس فيكي إم. مايس من جامعة كاليفورنيا، في دراسة أجريت عام 2001 فحصت الأسباب الجذرية المحتملة للاضطرابات النفسية لدى المثليات والمثليين ومزدوجي الميول الجنسية، ما إذا كان التمييز المستمر يغذّي القلق والاكتئاب ومشاكل الصحة النفسية الأخرى المرتبطة بالتوتر، بين أفراد مجتمع الميم. وجدت المؤلفتان دليلاً قوياً على وجود علاقة بين الاثنين. قارن الفريق كيف صنف 74 من مجتمع الميم و2844 من غيريّي الجنس من المستجيبين، العمر والتجارب اليومية مع التمييز مثل عدم التعيين في وظيفة أو الحرمان من قرضٍ مصرفي، بالإضافة إلى مشاعر التمييز المتصورة. أبلغ المستجيبون من المثليين والمثليات ومزدوجي الميول الجنسية عن معدلات أعلى من التمييز المتصور مقارنة بالمغايرين في كل فئة تتعلق بالتمييز، كما وجد الفريق.
تنص مراجعة أدبية منشورة في مجلة أدوليسينس على أن «كون المرء مثليًا بحد ذاته ليس سببًا في زيادة الانتحار» في الوقت الذي يعتبر الشباب المثليّون أنهم أكثر عرضة للانتحار. تشير المراجعة إلى أن نتائج الدراسات السابقة تقترح أن «... محاولات الانتحار ارتبطت بشكل كبير بالضغوط النفسية الاجتماعية، بما في ذلك عدم التوافق الجندري، والوعي المبكر بكون الشخص مثلي الجنس، والإيذاء، ونقص الدعم، والتسرب من المدرسة، ومشاكل الأسرة، ومحاولات انتحار المعارف، والتشرد، وتعاطي المخدرات وغيرها من الاضطرابات النفسية. يعاني بعض المراهقين المغايرين من هذه الضغوطات أيضًا، إلا أنه ثبت أنها أكثر انتشارًا بين المراهقين المثليين». ما زال الرجال المثليون يبرزون معدلات عالية من الوحدة والاكتئاب بعد الإعلان عن مثليتهم، على الرغم من التقدم الحاصل في حقوق مجتمع الميم مؤخرًا.

## التعددية الثقافية في مجتمع الميم

### بشكل عام
التعددية الثقافية في مجتمع الميم هي التنوع ضمن مجتمع الميم (المثليين والمثليات ومزدوجي الميول الجنسية ومغايري النوع الاجتماعي) كتمثيل لمختلف التوجهات الجنسية والهويات الجندرية، بالإضافة إلى المجموعات العرقية واللغوية والدينية المختلفة داخل مجتمع الميم. قد نأخذ بعين الاعتبار – كمجتمع ميم وعلاقة التعددية الثقافية- إدراج مجتمع الميم ضمن نموذج أكبر متعدد الثقافات، كالجامعات على سبيل المثال. يشمل نموذج متعدد الثقافات مثل هذا مجتمع الميم مع تمثيلٍ متساوٍ مع مجموعات الأقليات الكبيرة الأخرى مثل الأمريكيين من أصل أفريقي في الولايات المتحدة.
هناك الكثير من القواسم المشتركة بين الحركتين سياسيًا. كلاهما معنيّ بالتسامح مع الاختلافات الحقيقية، والتنوع، ووضع الأقلية، وبطلان الأحكام القيمية المطبقة على طرق الحياة المختلفة.
حدد الباحثون ظهور مجتمعات المثليين والمثليات خلال العديد من الفترات الزمنية المتدرّجة في جميع أنحاء العالم بما في ذلك: عصر النهضة والتنوير والتغريب الحديث. واجهت بعض هذه المجتمعات- اعتمادًا على الموقع الجغرافي- معارضةً على وجودها أكثر من غيرها، إلا أنها بدأت مع ذلك في اختراق المجتمع اجتماعيًا وسياسيًا.

### المدن الأوروبية بين الماضي والحاضر
كانت مساحات المدينة في أوائل أوروبا الحديثة غنية بنشاط المثليين، وظلت هذه المشاهد مع ذلك شبه سرية لفترةٍ طويلة من الزمن. يعود تاريخها إلى القرن السادس عشر، إذ كانت ظروف المدينة مثل علاقات العمل للتدريبات المهنية، وترتيبات المعيشة، ونشاطات الطلاب والفنانين الوفيرة، والقواعد المهيمنة المحيطة بالوضع الاجتماعي للإناث، نموذجيةً في البندقية وفلورنسا في إيطاليا. انجذب العديد من الشباب المتحررين إلى مواقع المدينة هذه، في ظل هذه الظروف، وازدادت تفاعلات المثليين نتيجة لذلك. أدت العديد من الروابط التي تشكلت إلى حدوث علاقات رومانسية وجنسية عابرة، والتي ازداد انتشارها بسرعة كبيرة بمرور الوقت حتى النقطة التي أصبحت فيها ثقافة فرعية ومجتمعًا خاصًا بهم.
شقّ كل من الأدب وثقافة الصالونات طريقهما إلى الساحة تدريجيًا وأُدمجا على الرغم من الآراء المجتمعية العدائية. لعلّ أكثرها شهرة هي ماجيك سيتي، كما اعتُرف بأمستردام ولندن كأماكن رائدة لتأسيس مجتمعات الميم.
كانت هذه المساحات الحضرية مزدهرة بأماكن المثليين مثل الحانات والساونات العامة بحلول خمسينيات القرن العشرين، حيث أمكن لأفراد المجتمع أن يجتمعوا. اجتذبت باريس ولندن بشكل خاص المثليات كمنابر، ليس للتنشئة الاجتماعية فحسب، بل للتعليم أيضًا. تشمل بعض المناسبات الحضرية الأخرى المهمة بالنسبة لمجتمع الميم: الكرنفال في ريو دي جانيرو في البرازيل، وسيدني ماردي جرا في أستراليا، بالإضافة إلى العديد من مسيرات الفخر الأخرى المستضافة في مدن أكبر حول العالم.